# Yılmaz Gökdel
Yılmaz Gökdel (* 20. Februar 1940 in Istanbul; † 4. November 2019 ebenda) war ein türkischer Fußballspieler und -trainer. Während seiner aktiven Zeit als Fußballspieler wurde Gökdel Pire Yılmaz (Yılmaz, der Floh) genannt.

## Sportliche Karriere

### Im Verein
Yılmaz Gökdel begann seine Karriere bei Süleymaniyespor. Der Stürmer spielte dort bis 1957. Vor Beginn der Saison 1957/58 wechselte er zu Sarıyer SK. In zwei Jahren für Sarıyer kam nur er einmal zum Einsatz.
Nach zwei Jahren wurde Gökdel Spieler von Beykozspor. In seiner ersten Saison für Beykoz kam der Stürmer zu 38 Ligaspielen und erzielte sechs Tore. Im Januar 1964 wurde Gökdel auf Verlangen von Gündüz Kılıç von Galatasaray Istanbul verpflichtet. Am Ende der Saison 1963/64 wurde er das erste Mal türkischer Pokalsieger und in den darauffolgenden zwei Spielzeiten konnte der Pokal erfolgreich verteidigt werden.
Zur Saison 1968/69 ging Yılmaz Gökdel zu Vefa Istanbul. Nach einer Spielzeit kehrte er für seine letzte aktive Saison zurück zu Galatasaray und beendete im Sommer 1970 seine Karriere.

### In der Nationalmannschaft
Für die Türkei spielte Yılmaz Gökdel von 1964 bis 1965.

## Trainerkarriere
Seine ersten Erfahrungen als Trainer machte Gökdel als Co-Trainer bei Galatasaray. Bei Malatyaspor wurde Gökdel in der Saison 1976/77 zum ersten Mal Cheftrainer. Es folgten danach Konya İdman Yurdu und Gaziantepspor. Mit dem Zweitligisten Gaziantepspor stieg er nach der Saison 1978/79 in die 1. Lig auf.
1980 übernahm Yılmaz Gökdel mit MKE Ankaragücü erneut einen Zweitligisten. Im türkischen Pokal sorgte Gökdel mit seiner Mannschaft für die größte Überraschung. Als erster Zweitligist der Geschichte des türkischen Pokals wurden sie am Ende des Wettbewerbs Pokalsieger. Im Finale besiegten sie Boluspor. Vorher schlug der Verein aus Ankara im Viertelfinale Beşiktaş Istanbul und im Halbfinale Fenerbahçe Istanbul. Durch die Entscheidung des damaligen Präsidenten der Türkei Kenan Evren konnte MKE Ankaragücü als Pokalsieger in die 1. Liga aufsteigen und war somit der vierte Aufsteiger der Saison 1980/81. Unter der Leitung von Gökdel kam Ankaragücü ein weiteres Mal bis ins Finale. Sieger des Pokals wurde jedoch Galatasaray Istanbul.
Nach seiner Zeit in Ankara wurde Gökdel Trainer bei Kocaelispor und Antalyaspor. Im Jahr 1984 war Yılmaz Gökdel für zwei Spiele Trainer der türkischen U21-Nationalmannschaft. Nachdem die türkische Nationalmannschaft am 14. November 1984 gegen England mit 8:0 verlor, wurde er zum Trainer der Nationalmannschaft befördert. Unter ihm gewann die Türkei gegen Luxemburg und spielte gegen Albanien Unentschieden. Sein letztes Spiel als Trainer der Türkei war am 3. April 1985 gegen Rumänien. Sein Nachfolger wurde der Ungar Kálmán Mészöly.
Nach der Zeit im Verband übernahm der ehemalige Stürmer viele Mannschaften, jedoch ohne großen Erfolg. Sein letzter Cheftrainerposten war im Jahr 1996 bei Beylerbeyi SK. Gökdel verstarb im Alter von 79 Jahren am 4. November 2019.

## Erfolge
Als Spieler
Galatasaray Istanbul
- Türkischer Fußballpokal: 1964, 1965, 1966
- Cumhurbaşkanlığı Kupası: 1966

Als Trainer
Gaziantepspor
- Türkischer Zweitligameister: 1980

MKE Ankaragücü
- Türkischer Fußballpokal: 1981
- Cumhurbaşkanlığı Kupası: 1981